# Лобамба
Лобамба (англ. Lobamba) е законодателната столица на Есватини. Тук се намира парламента и резиденцията на кралицата-майка. Населението е около 6000 души. В града има много дворци и музеи, има летище.
Лобамба се намира в западната част на Есватини, в долината Езулвини, на 16 км от столицата Мбабане.
Забележителности в града:
Дворецът на крал Ембо Ройъл, Кралският Краал, Националният музей, Зданието на Парламента, Мемеориалът на крал Собхуза ІІ, Културно село - традиционно местно село, представящ бита на местните жители, водопадът Мантенга, Умхланга – ежегодният празник на девсвенниците, в чест на кралицата-майка (провежда се през ангуст-септември)